# Каїк

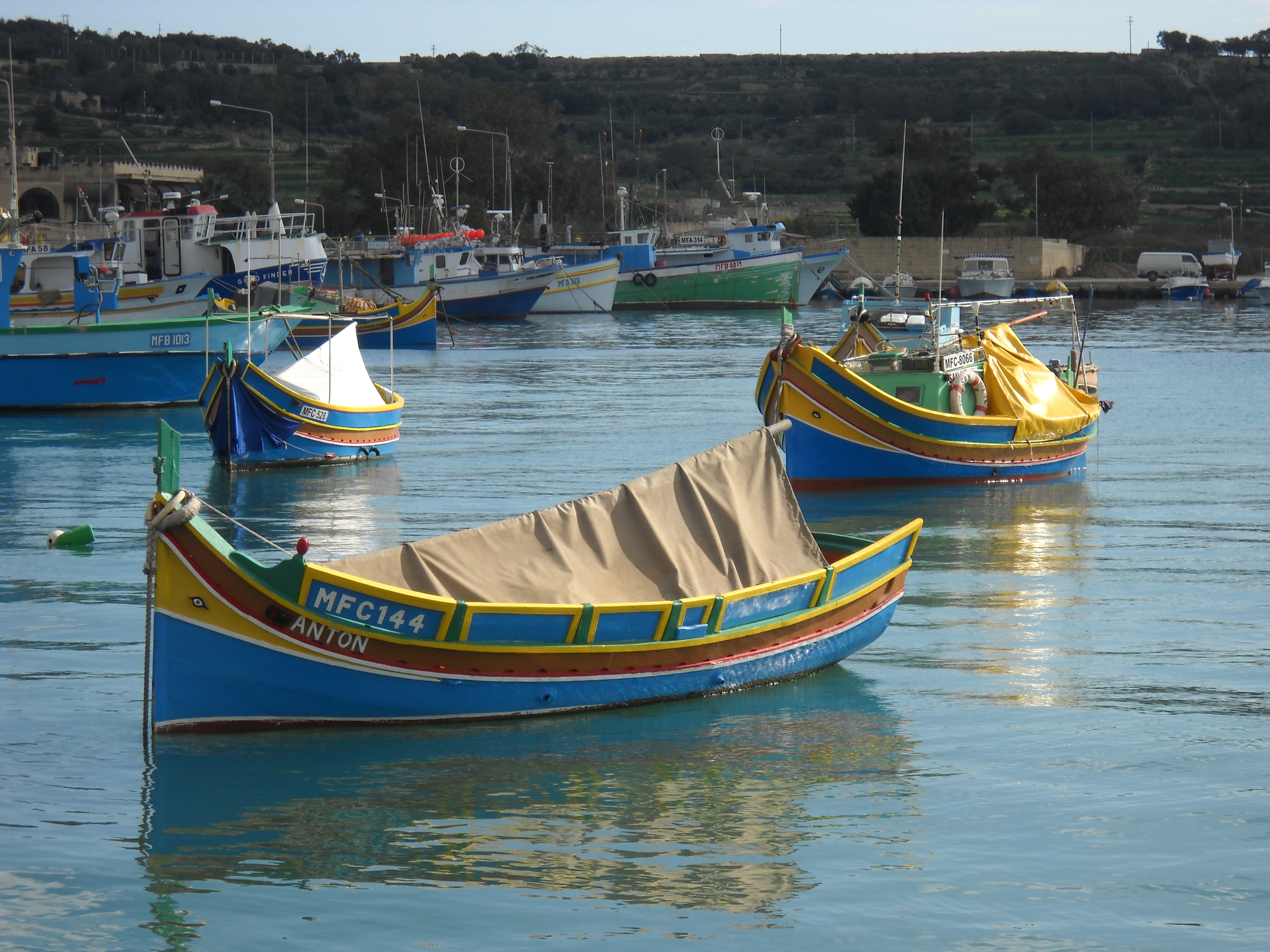
Каїк на Мальті у 2011 році, на задньому плані — луццу

Каїк (мальт. kajjik) — традиційний рибальський човен з острова Мальта. Відомий з XVII століття, виник на основі каюків, які широко використовувалися в інших місцях Середземномор'я. У минулому каїк приводився в рух за допомогою вітрил і весел, проте сьогодні ці рибальські човни приводять в рух навісними бортовими двигунами. Моделі цих човнів беруть участь у традиційних гребних регатах, які проводяться на Мальті двічі на рік.

## Історія
Каїк виник у XVII столітті з каюків, які використовувались як допоміжні човни, що супроводжували бойові галери флоту Мальтійського ордена. Ці човни зазвичай використовувалися і продовжують використовуватись як рибальські, але деякі також застосовувались для пасажирських перевезень.

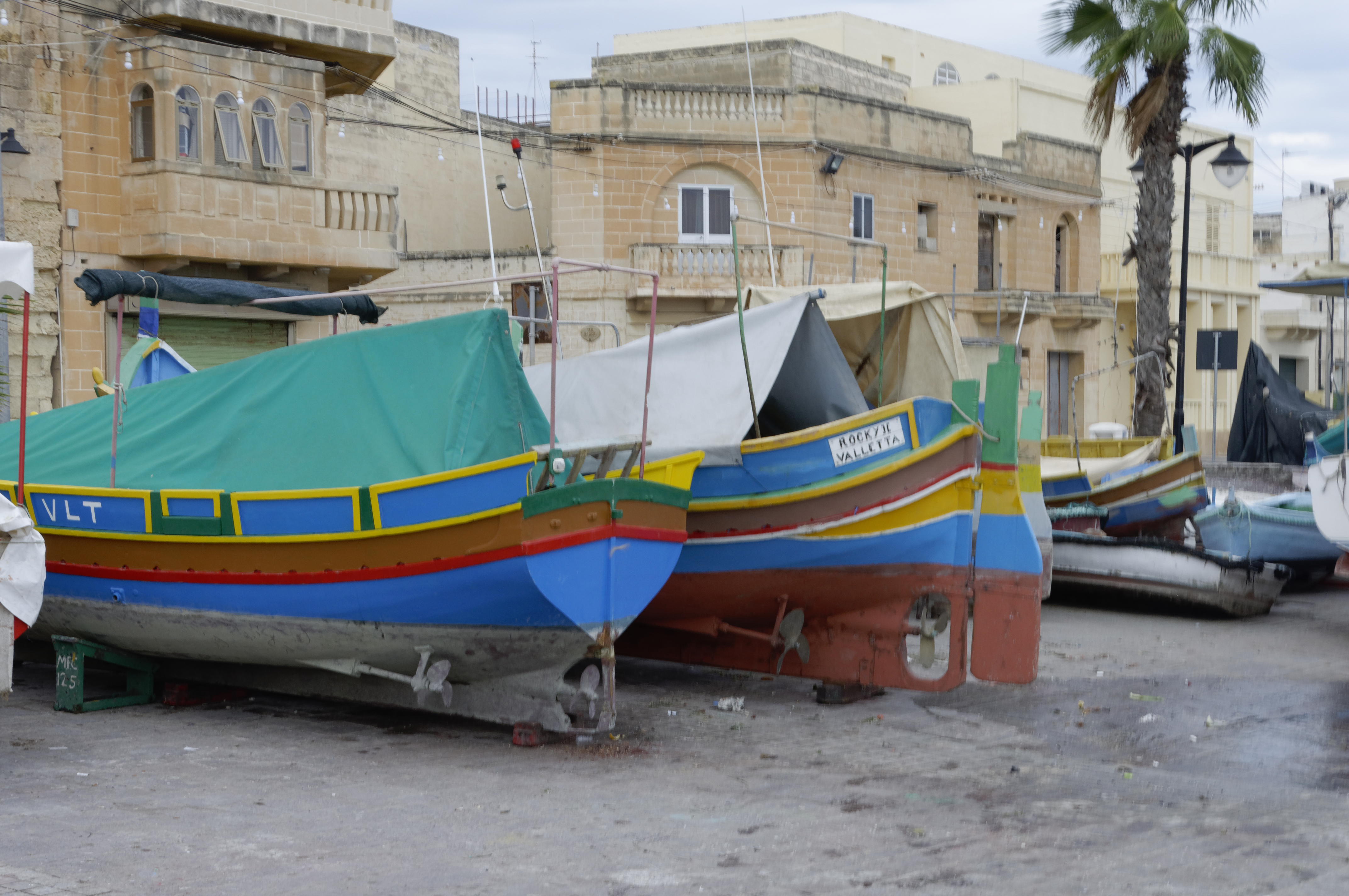
Пласка корма Каїка (на передньому плані), що відрізняє його від загостреного з обох кінців корпусу Луццу (на задньому плані)

Каїк мав декілька підтипів — такі як kajjik tal-kopp і kajjik tal-lampara. Останній був оснащений джерелом світла, прикріпленим до носа, що дозволяло ловити рибу вночі. Іншим варіантом був kajjik tal-gangmu, який мав низький ніс з коротким форштевнем та був призначений для вилову мушель. Цей тип човна також використовувався для збору з дна вугілля, яке випадало в море під час завантаження на кораблі в Великій гавані.
Приблизно з 1920 року на каїки, які використовувалися для риболовлі почали встановлювати бортові навесні двигуни. Сьогодні каїки більше масово не будуються, а ті що залишились переважно знаходяться в занепаді. Однак багато зразків все ще існують і продовжують використовуватись як рибальські човни, зокрема в затоках Сент-Полс-Бей і Марсашлокк.

## Опис
Каїк є невеликим човном, довжиною 4-5 метрів. Човни яскраво пофарбовані у жовтий, червоний, зелений та синій кольори. Він має схожість з іншими традиційними мальтійськими човнами — рибальським луццу і пасажирським дайса, який дотепер використовується на Мальті як водне таксі. Луццу за розмірами і формою дуже сходий на каїк, але принципово відрізняється від каїка гострою, а не пласкою кормою, а дайса має легшу і витончену конструкцію. Історично каїк приводився в рух за допомогою весел і вітрил. Човен був озброєний однією щоглою, що несла шпринтове вітрило. Сьогодні ці човни приводяться в рух за допомогою двигунів.

## Участь в регатах

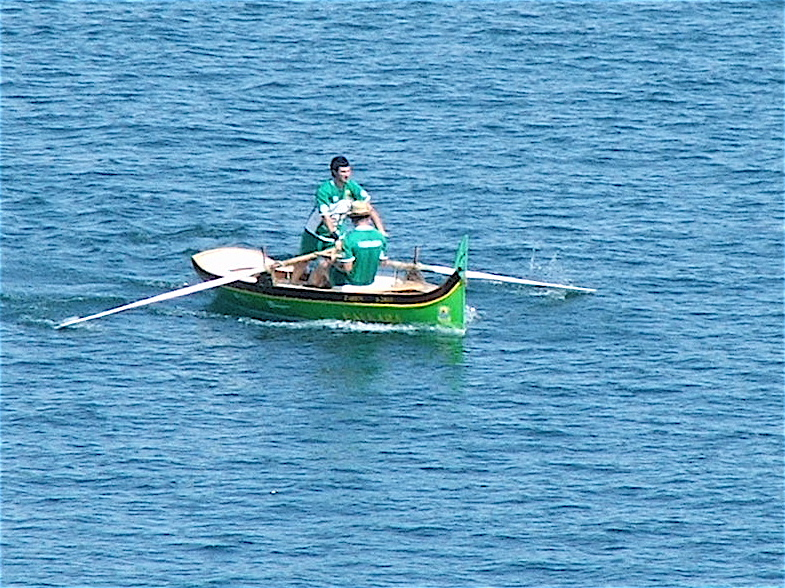
Каїк з Калкари на регаті 8 вересня 2008 року

Човни типу каїк традиційно використовується в гребних регатах, що проводяться в Великій гавані на Мальті 31 березня і 8 вересня кожного року. У вересневій регаті ці човни беруть участь з 1822 року. Спочатку в перегонах використовували kajjik tal-kopp, але пізніше були представлені спеціально створені версії човнів.
Каїк, який використовується в сучасній регаті, має два весла, якими веслує екіпаж з двох осіб, розташованих обличчям один до іншого, причому один з гребців стоїть, а інший сидить . Має довжину 4,1 м, ширину 1,4 м і висоту бортів 0,5 м.
Варіанти інших традиційних мальтійських човнів, дайса і frejgatina, також беруть участь у регаті.

## Див.також
- Луццу
- Дайса